# Hansjörg Raffl

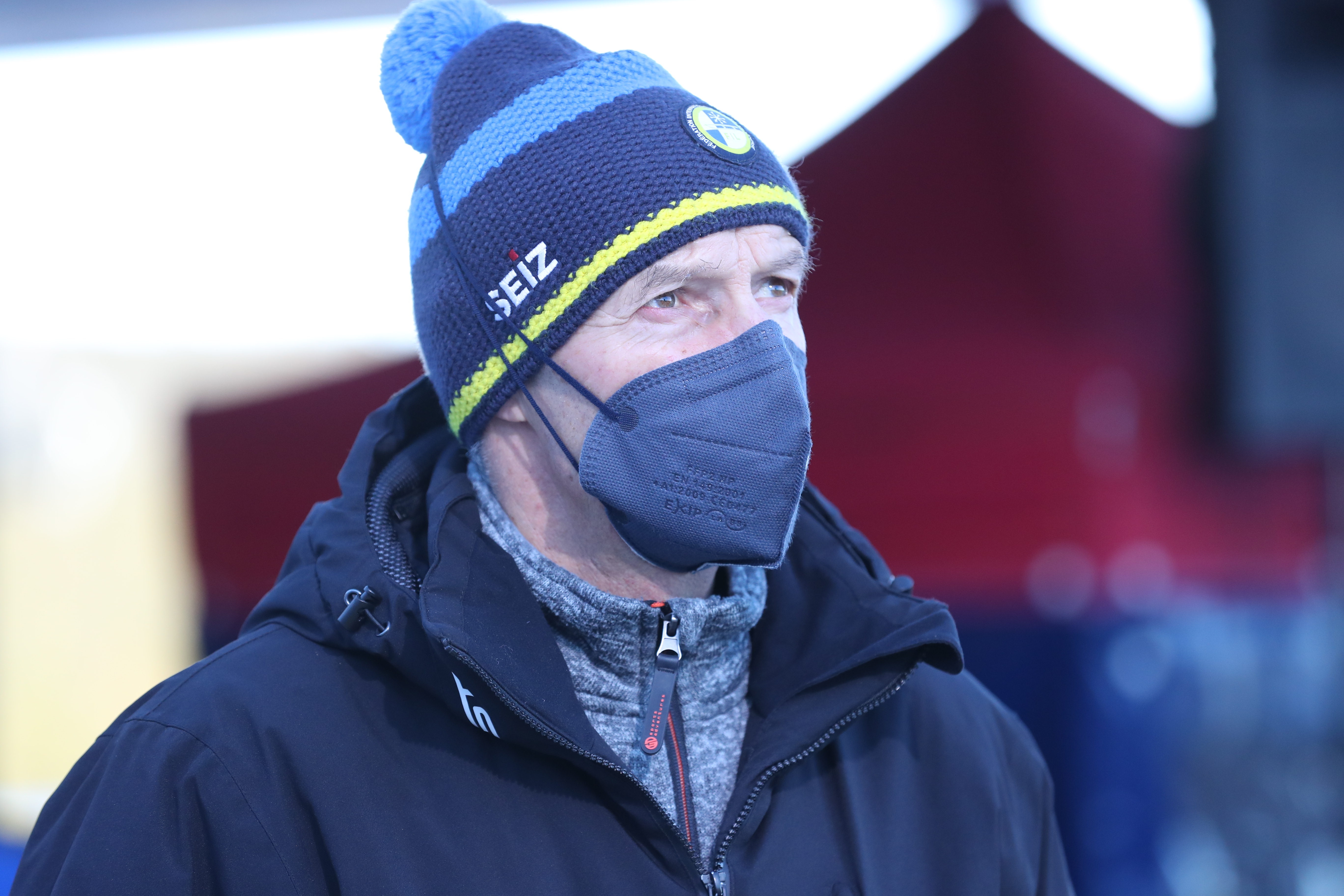
Hansjörg Raffl, 2022

Hansjörg Raffl (* 29. Januar 1958 in Olang) ist ein ehemaliger italienischer Rennrodler.
Mit seinem langjährigen Partner Norbert Huber gewann Raffl bei den Olympischen Winterspielen 1994 in Lillehammer Silber, zwei Jahre zuvor in Albertville Bronze.
Weltmeister waren beide 1990 in Calgary, Zweite 1983 in Lake Placid, 1989 in Winterberg und 1993 in Calgary, Dritte 1991 in Winterberg.
Auch bei den Europameisterschaften gewannen sie mehrere Medaillen: Gold 1992 und 1994, Silber 1988 und 1990, Bronze 1986 und 1984.
Den Gesamtweltcup gewann das Duo 1983, 1985, 1986 und fünfmal in Folge von 1989 bis 1993. Dazu kommen ein Zweiter Platz 1984 sowie zwei Dritte Plätze 1987 und 1988. Im Einzel war Raffl 1979 Zweiter im Gesamtweltcup hinter Paul Hildgartner.

## Erfolge

### Weltcupsiege
| Nr. | Datum         | Ort      | Bahn                                  |
| --- | ------------- | -------- | ------------------------------------- |
| 1.  | 15. Dez. 1984 | Sarajevo | Trebevic – Bob- und Rennschlittenbahn |

| Nr. | Datum         | Ort               | Bahn                                              |
| --- | ------------- | ----------------- | ------------------------------------------------- |
| 1.  | 17. Jan. 1982 | Imst              | Rodelbahn Imst                                    |
| 2.  | 7. Feb. 1982  | Tatranská Lomnica | Bobbahn Tatranská Lomnica                         |
| 3.  | 16. Jan. 1983 | Imst              | Rodelbahn Imst                                    |
| 4.  | 30. Jan. 1983 | Lake Placid       | Olympia-Bobbahn Lake Placid                       |
| 5.  | 15. Dez. 1984 | Sarajevo          | Trebevic – Bob- und Rennschlittenbahn             |
| 6.  | 18. Jan. 1985 | Innsbruck-Igls    | Olympia Eiskanal Igls                             |
| 7.  | 22. Dez. 1985 | Olang             | Rodelbahn Panorama                                |
| 8.  | 16. Feb. 1986 | Lake Placid       | Olympia-Bobbahn Lake Placid                       |
| 9.  | 14. Jan. 1987 | Olang             | Bobbahn Olang                                     |
| 10. | 24. Jan. 1988 | St. Moritz        | Olympia Bob Run St. Moritz–Celerina               |
| 11. | 18. Dez. 1988 | Innsbruck-Igls    | Kunsteisbahn Bob-Rodel Igls                       |
| 12. | 22. Jan. 1989 | Hammarstrand      | Bobbahn Hammarstrand                              |
| 13. | 20. Feb. 1989 | Calgary           | Bob- und Rennschlittenbahn im Canada Olympic Park |
| 14. | 17. Dez. 1989 | Innsbruck-Igls    | Kunsteisbahn Bob-Rodel Igls                       |
| 15. | 23. Dez. 1989 | Sigulda           | Rennrodel- und Bobbahn Sigulda                    |
| 16. | 21. Jan. 1990 | Sarajevo          | Trebevic – Bob- und Rennschlittenbahn             |
| 17. | 16. Dez. 1990 | Sarajevo          | Trebevic – Bob- und Rennschlittenbahn             |
| 18. | 20. Jan. 1991 | Winterberg        | Bobbahn Winterberg                                |
| 19. | 14. Feb. 1991 | Innsbruck-Igls    | Kunsteisbahn Bob-Rodel Igls                       |
| 20. | 17. Nov. 1991 | Altenberg         | Rennschlitten- und Bobbahn Altenberg              |
| 21. | 24. Nov. 1991 | Königssee         | Kombinierte Kunsteisbahn am Königssee             |
| 22. | 1. Dez. 1991  | Sigulda           | Rennrodel- und Bobbahn Sigulda                    |
| 23. | 17. Dez. 1991 | Innsbruck-Igls    | Kunsteisbahn Bob-Rodel Igls                       |
| 24. | 26. Jan. 1992 | Calgary           | Bob- und Rennschlittenbahn im Canada Olympic Park |
| 25. | 22. Nov. 1992 | Innsbruck-Igls    | Kunsteisbahn Bob-Rodel Igls                       |
| 26. | 29. Nov. 1992 | Altenberg         | Rennschlitten- und Bobbahn Altenberg              |
| 27. | 6. Dez. 1992  | Sigulda           | Rennrodel- und Bobbahn Sigulda                    |
| 28. | 24. Jan. 1993 | Königssee         | Kunsteisbahn Königssee                            |